# Renan Contar
Renan Barbosa Contar (Campinas, 25 dicembre 1983) è un militare e politico brasiliano.
Ha frequentato la Scuola Preparatoria dei Cadetti per l'Esercito (EsPCEx), nel 2002 a Campinas. Si è laureato presso l'Academia Militar das Agulhas Negras – AMAN, nel 2006 a Resende. Diplomato alla Escola de Aperfeiçoamento de Oficiais - EsAO, nel 2017.

## Famiglia
Figlio di Rene Roberto Contar e Miriam Machado Barbosa Contar, che gli consigliarono di scegliere Campo Grande per vivere dopo la formazione presso l'AMAN, proseguendo il lavoro legato alle radici della famiglia, iniziato dal nonno paterno, il sig. Arif Contar, libanese venuto a Brasile all'inizio del secolo scorso. Stabilitasi nella Capitale, la famiglia è stata uno dei pionieri per portare sviluppo nella regione, costruendo una storia di onore e tradizione. Contar è sposato con Iara Diniz.